# 弗羅里德 (伊利諾伊州)
弗羅里德（英語：Florid）是位於美國伊利諾伊州普特南縣的一個非建制地區。該地的面積和人口皆未知。

## 地理
弗羅里德的座標為41°13′43″N 89°16′51″W / 41.22861°N 89.28083°W，而該地的平均海拔高度為213米（即699英尺）。